# 具中会

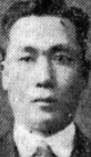
1937年

具 中会（ク・ジュンフェ、朝鮮語: 구중회/具中會、1897年または1898年4月21日 - 没年不詳）は、日本統治時代の朝鮮の教育者、独立運動家、大韓民国・朝鮮民主主義人民共和国の政治家。号は蓮波（ヨンパ、연파）。天道教徒。
同じく独立運動家の具南会は弟。

## 経歴
慶尚南道昌寧郡霊山面出身。霊山公立普通学校（現・霊山初等学校）、普成中学校卒。己未独立運動での投獄を経て、しばらく周時経の下で韓国語文を学んだ後、早稲田大学高等師範学校英文科（現・早稲田大学教育学部）に留学し1926年に卒業した。大卒後は密陽郡北面私立精進学校設立校長、馬山中学校校長、木浦女子高等学校校長を歴任し、天道教の宣教活動にも従事した。1927年4月に天道教青年党第4回定期総会で中央報徳隊員に選出された後、1928年4月に青年党第2回全党代表大会で21人の中央執行委員の1人に選出され、1932年まで毎年選出された。また、1931年5月13日に天道教青友党労働部が組織した朝鮮労働社で副委員長兼経済部長を務めた。しばらく帰郷した後、1938年ごろには満州国に渡り、農場を経営して避難同胞の救済事業に従事した。解放後は米軍政庁慶南顧問、大韓独立促成国民会密陽郡支部委員長、南朝鮮過渡立法議院議員を歴任した。1948年の初代総選挙では昌寧郡選挙区から無所属で出馬し当選し、1949年3月に民国党に入党した。
朝鮮戦争中の1950年7月29日に奨忠洞の家で拉致され、1956年7月に在北平和統一促進協議会中央委員を務めたが、1959年3月ごろに江界付近の牧場に移住し、以後消息不明。のちに子孫により『望父歌』が発表された。
1989年に韓国大統領表彰、1990年に韓国政府より建国勲章愛族章を追叙。1997年に出生100周年を迎えて、臨津閣で魂の葬儀が行われた。